# 국가배상법
국가배상법(國家賠償法)은 국가나 지방자치단체의 손해배상(損害賠償)의 책임과 배상절차를 규정하는 대한민국의 법률이다. 판례는 국가배상법상 배상심의회에 의한 배상결정은 행정처분이 아니라고 판시하였다.

## 공무원의 의미
국가공무원법이나 지방공무원법에 의하여 공무원으로서의 신분을 가진 자에 국한하지 않는다

## 외국인에 대한 책임
외국인의 국가배상청구권은 상호의 보증이 있는 때에 한하여 인정된다

## 배상책임
- ‘공공의 영조물’이라 함은 국가 또는 지방자치단체에 의하여 특정 공공의 목적에 공여된 유체물 내지 물적 설비를 말하며, 국가 또는 지방자치단체가 소유권, 임차권 그 밖의 권한에 기하여 관리하는 경우는 이에 해당하나 사실상 관리하는 경우는 이에 해당한다[3]
- ‘영조물의 설치 또는 관리의 하자’란 공공의 목적에 공여된 영조물이 그 용도에 따라 통상 갖추어야 할 안전성을 갖추지 못한 상태에 있음을 말한다.[4]
- ‘영조물의 설치 또는 관리의 하자’에는 영조물이 공공의 목적에 이용됨에 있어 그 이용상태 및 정도가 일정한 한도를 초과하여 제3자에게 사회통념상 수인할 것이 기대되는 한도를 넘는 피해를 입히는 경우까지 포함된다.[5]
- 도로의 설치 후 제3자의 행위에 의하여 그 본래 목적인 통행상의 안전에 결함이 발생한 경우에는 도로에 그와 같은 결함이 있다는 것만으로 성급하게 도로의 보존상 하자를 인정하여서는 안 되고, 당해 도로의 구조, 장소적 환경과 이용상황 등 제반 사정을 종합하여 그와 같은 결함을 제거하여 원상으로 복구할 수 있는데도 이를 방치한 것인지를 개별적, 구체적으로 심리하여 하자의 유무를 판단하여야 한다.[6]
- 100년 발생빈도의 강우량을 기준으로 책정된 계획홍수위를 초과하여 600년 또는 1,000년 발생빈도의 강우량에 의한 하천의 범람은 예측가능성 및 회피가능성이 없는 불가항력적인 재해로서 영조물의 관리청에게 책임을 물을 수 없다.[7]
- 국가가 초법규적, 일차적으로 그 위험 배제에 나서지 아니하면 국민의 생명, 신체, 재산 등을 보호할 수 없는 경우에는 형식적 의미의 법령에 근거가 없더라도 국가나 관련 공무원에 대하여 그러한 위험을 배제할 작위의무를 인정할 수 있을 것이다.[8]

- 국가배상법 제2조 제1항 단서는 헌법 제29조 제2항에 근거를 둔 규정으로서, 군인, 군무원 등 위 법률 규정에 열거된 자가 전투, 훈련 기타 직무집행과 관련 하는 등으로 공상을 입은 데 대하여 재해보상금, 유족연금, 상이연금 등 별도의 보상제도가 마련되어 있는 경우에는 2중배상의 금지를 위하여 이들의 국가에 대한 국가배상법 또는 민법상의 손해배상청구권 자체를 절대적으로 배제하고 있는 규정이므로 이들이 직접 국가에 대하여 손해배상청구권을 행사할 수 없다.[9]

- 다. 국가유공자예우등에관한법률 및 군인연금법의 각 보상규정은 국가배상법 제2조 제1항 단서 소정의 “다른 법령의 규정”에 해당한다.[10]

- 국가배상법 제5조 제1항에 정해진 영조물의 설치 또는 관리의 하자라 함은 영조물이 그 용도에 따라 통상 갖추어야 할 안전성을 갖추지 못한 상태에 있음을 말하는 것이며, 다만 영조물이 완전무결한 상태에 있지 아니하고 그 기능상 어떠한 결함이 있다는 것만으로 영조물의 설치 또는 관리에 하자가 있다고 할 수 없는 것이고, 위와 같은 안전성의 구비 여부를 판단함에 있어서는 당해 영조물의 용도, 그 설치장소의 현황 및 이용 상황 등 제반 사정을 종합적으로 고려하여 설치·관리자가 그 영조물의 위험성에 비례하여 사회통념상 일반적으로 요구되는 정도의 방호조치의무를 다하였는지 여부를 그 기준으로 삼아야 하며, 만일 객관적으로 보아 시간적·장소적으로 영조물의 기능상 결함으로 인한 손해발생의 예견가능성과 회피가능성이 없는 경우 즉 그 영조물의 결함이 영조물의 설치·관리자의 관리행위가 미칠 수 없는 상황 아래에 있는 경우임이 입증되는 경우라면 영조물의 설치·관리상의 하자를 인정할 수 없다.[11]

## 민법상의 소멸시효 규정 준용의 위헌여부
헌법재판소는 국가배상청구권에 대해서 민법상의 소멸시효에 관한 규정을 준용하는 것은 정당한 제한이지 국가배상청구권의 본질적인 내용의 침해도 아니고 과잉금지원칙에 위배되지도 않는다고 판시하였다

## 임의적 결정 전치주의
배상심의회에 배상신청을 하지 아니하고도 제기할 수 있다

## 국가이중배상금지 사건
국가이중배상금지 사건은 헌법 제29조 제2항 등 위헌소원에 대한 헌법재판소 판례오 헌법조항간의 효력에 대해 중요한 판시를 하였다.

### 사실관계
청구인들은 예비군 동원훈련소집 중 사고로 사망한 사람의 유족이다. 청구인들은 사고는 현역군인들의 안전주의의무위반으로 발생하였다고 주장하여 지방법원에 국가를 상대로 한 손해배상청구의 소를 제기하고 같은 법원에 향토예비군대원의 국가배상청구권을 제한하는 근거조항인 헌법 제29조 제2항 중 '기타 법률이 정하는 자' 부분 및 국가배상법 제2조 제1항 단서규정 중 '향토예비군대원' 부분에 대한 위헌심판제청신청을 하였으나, 위 법원은 위 신청을 기각하였다. 청구인들은 위 위헌제청신청 기각결정을 송달받고, 헌법재판소법 제68조 제2항에 따라 이 사건 헌법소원심판을 청구하였다.

### 관련 조문
헌법 제29조 제2항 군인, 군무원, 경찰공무원 기타 법률이 정하는 자가 전투, 훈련 등 직무집행과 관련하여 받은 손해에 대하여는 법률이 정하는 보상 외에 국가 또는 공공단체에 공무원의 직무상 불법행위로 인한 배상은 청구할 수 없다.

국가배상법 제2조 제1항 단서 다만, 군인, 군무원, 경찰공무원 또는 향토예비군대원이 전투, 훈련, 기타 직무집행과 관련하거나 국방 또는 치안유지의 목적상 사용하는 시설 및 자동차, 함선, 항공기, 기타 운반기구안에서 전사, 순직 또는 공상을 입은 경우에 본인 또는 그 유족이 다른 법령의 시설에 의하여 재해보상금, 유족연금, 상이연금 등의 보상을 지급받을 수 있을 때에는 이 법 및 민법의 규정에 의한 손해배상을 청구할 수 없다.

## 결론
합헌 및 각하결정

## 이유

### '기타 법률이 정하는 자' 부분
헌법의 제규정 가운데는 헌법의 근본가치를 보다 추상적으로 선언한 것도 있고 이를 구체적으로 표현한 것도 있으므로, 이념적, 논리적으로는 헌법규범상호간의 가치의 우열을 인정할 수 있을 것이다. 그러나 이 때 인정되는 헌법규범상호간의 우열은 추상적 가치규범의 구체화에 따른 것으로서 헌법의 통일적 해석을 위하여 유용한 정도를 넘어 헌법의 어느 특정규정이 다른 규정의 효력을 전면 부인할 수 있는 정도의 효력상의 차등을 의미하는 것이라고는 볼 수 없다. 헌법의 개별규정 자체가 위헌심사의 대상이 될 수 없다.
헌법개정의 한계에 관한 규정을 두지 아니하고 헌법의 개정을 법률의 개정과는 달리 국민투표에 의하여 이를 확정하도록 규정하고 있는 헌법 제130조 제1항 현행의 우리 헌법상으로는 과연 어떤 규정이 헌법핵 내지는 헌법제정규범으로서 상위규범이고 어떤 규정이 단순한 헌법개정규범으로서 하위규범인지를 구별하는 것이 가능하지 아니하며, 달리 헌법의 각 개별규정 사이에 그 효력상의 차이를 인정하여야 할 아무런 근거도 찾을 수 없다.
헌법의 개별규정을 헌법재판소법 제68조 제1항 소정의 공권력 행사의 결과라고 볼 수도 없다.

## 참고 문헌
- p 21-23, 김현석, 헌법 기본판례 109선, 헤르메스, 2011. ISBN 9788994619118
- 대한민국 헌법재판소 판례 1996.6.13. 94헌바20

## 같이 보기
- 공무위탁사인
- 국가배상
- 공무원
- 영조물